# Two Rode Together
Two Rode Together is een Amerikaanse western uit 1961 onder regie van John Ford. Het scenario is gebaseerd op de roman Comanche Captives van de Amerikaanse auteur Will Cook. De film werd destijds in Nederland uitgebracht onder de titel Twee mannen reden uit.

## Verhaal
Het Amerikaanse leger moet blanke gevangenen redden uit de handen van de Comanche. De corrupte sheriff Guthrie McCabe wordt door een legerofficier overgehaald om mee te onderhandelen met de indianen.

## Rolverdeling
| Acteur          | Personage            |
| --------------- | -------------------- |
| James Stewart   | Guthrie McCabe       |
| Richard Widmark | Jim Gary             |
| Shirley Jones   | Marty Purcell        |
| Linda Cristal   | Elena de la Madriaga |
| Andy Devine     | Darius P. Posey      |
| John McIntire   | Majoor Frazer        |
| Paul Birch      | Edward Purcell       |
| Willis Bouchey  | Harry J. Wringle     |
| Henry Brandon   | Quanah Parker        |
| Harry Carey jr. | Ortho Clegg          |
| Olive Carey     | Abby Frazer          |
| Ken Curtis      | Greeley Clegg        |
| Chet Douglas    | Corby                |
| Annelle Hayes   | Belle Aragon         |
| David Kent      | Running Wolf         |